# Kaaibakken

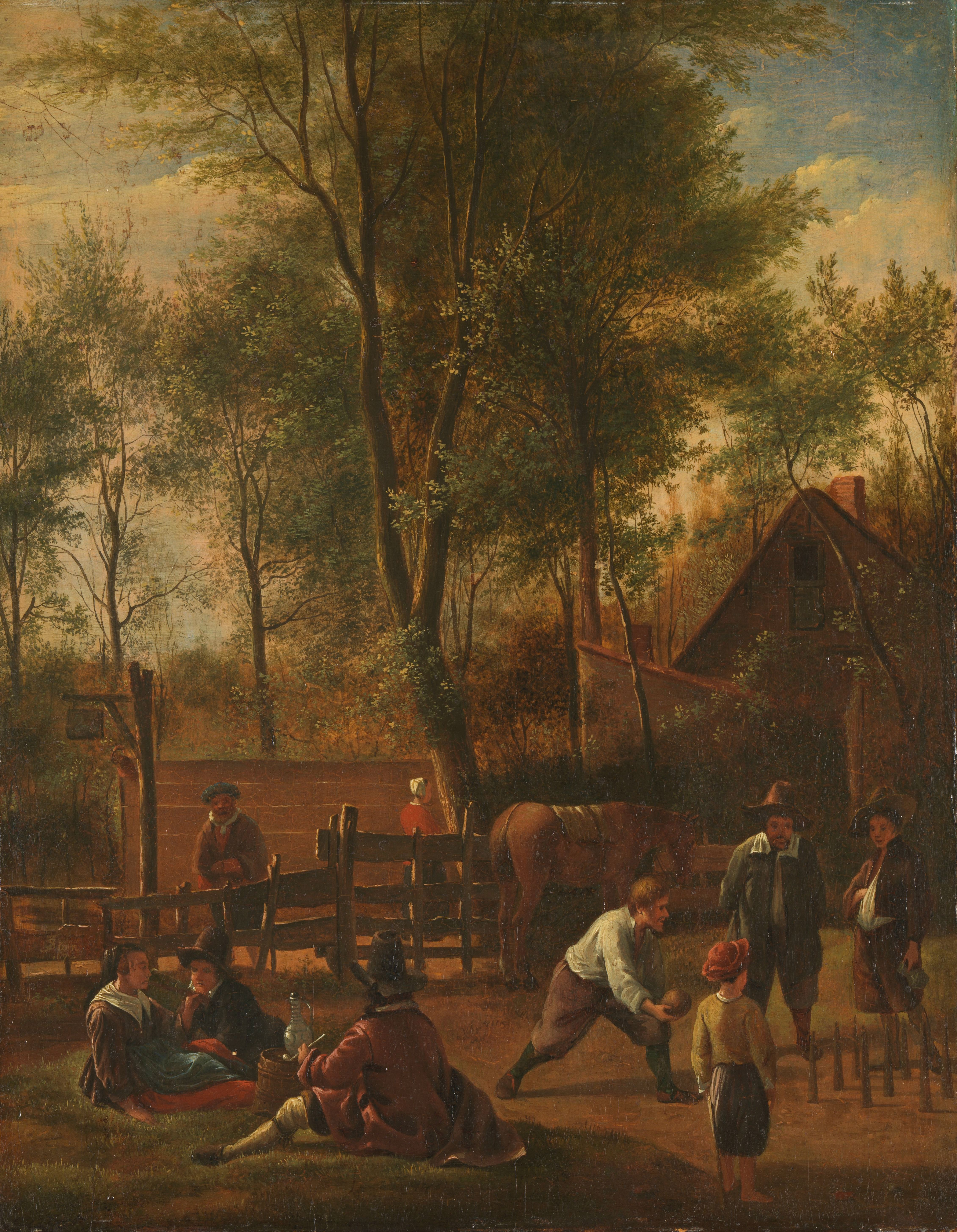
De kegelaars
(Rijksmuseum 1763)

Bloktikken (Drents), kaaibakken (Gronings), piksjitten (Fries - blokjeschieten) en butken (Twents) zijn benamingen voor traditioneel volksvermaak en een (buiten)spel. In het spel gaat het er om om met een kogel, een bal (bijvoorbeeld een jeu de boulesbal), een blokje of zoals oorspronkelijk een afgerond veldkeitje, anderen proberen af te gooien of een houten blok (de kaai) te raken met daarop de door de spelers ingezette munten. Ook het Noord-Hollandse steenwerpen toont veel overeenkomsten.
Het spel heeft kenmerken van het kegelen, jeu de boules, het Zweedse kubb, het Finse mölkky en het Italiaanse bocce.

## Oorsprong en geschiedenis

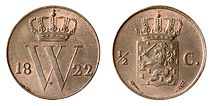
Afbeelding Nederlandse 1/2 cent munt uit 1822 – met "Let" en “Lieuw”

Piksjitten / blokpikken / butken / kaaibakken wordt waarschijnlijk al honderden jaren gespeeld en is vaak omgeven door (lokale) tradities en gebruiken. De spelregels werden van generatie op generatie mondeling doorgegeven. Daarbij wordt vermeld dat het spel oorspronkelijk gespeeld werd door boeren en veenarbeiders en dan met name in de winter, wanneer er minder werk voor handen was. Dat verklaart wellicht ook waarom bij de Friese en Noord-Hollandse varianten het spel alleen in de winter en op het ijs wordt gespeeld. Bij winst kon men zich van het gewonnen geld wat extra's veroorloven.
Zo kan men de ingezette munten winnen als deze van het blok vallen. Daarbij is het van belang of deze dan kop of munt terechtkomen. Men noemt dit (specifiek in Drenthe): '’let'’ en '’louw'’/'’lieuw'’. Deze benamingen zijn uit de 19e eeuw waarbij op de centen munten op de kopzijde de letter 'W' (let) en op de muntzijde het wapen van de (Generaliteits)leeuw stond.
In Overijssel en Salland waar het spel ooit bekend stond onder de naam 'butken' is dit waarschijnlijk afgeleid van het middeleeuwse muntje butken of botje en geeft het een indicatie over de ouderdom.

## Populariteit
Op verschillende plaatsen in Oost Friesland, Drenthe, Twente en Groningen wordt het spel nog steeds gespeeld en worden er met enige regelmaat wedstrijden georganiseerd. In Nieuwe Pekela worden al sinds de jaren 80 van de twintigste eeuw jaarlijks de nationale kampioenschappen georganiseerd. In het Noorddrentse Roden werd (volgens de overlevering) dagelijks gespeeld, en het spel was zo populair dat er 'lu oet Stad' (mensen uit de stad Groningen) speciaal voor kwamen kijken. Er was toen zelfs een eetkraampje aanwezig bij het speelveld op de heide.

## Speltermen, gebruiken en attributen

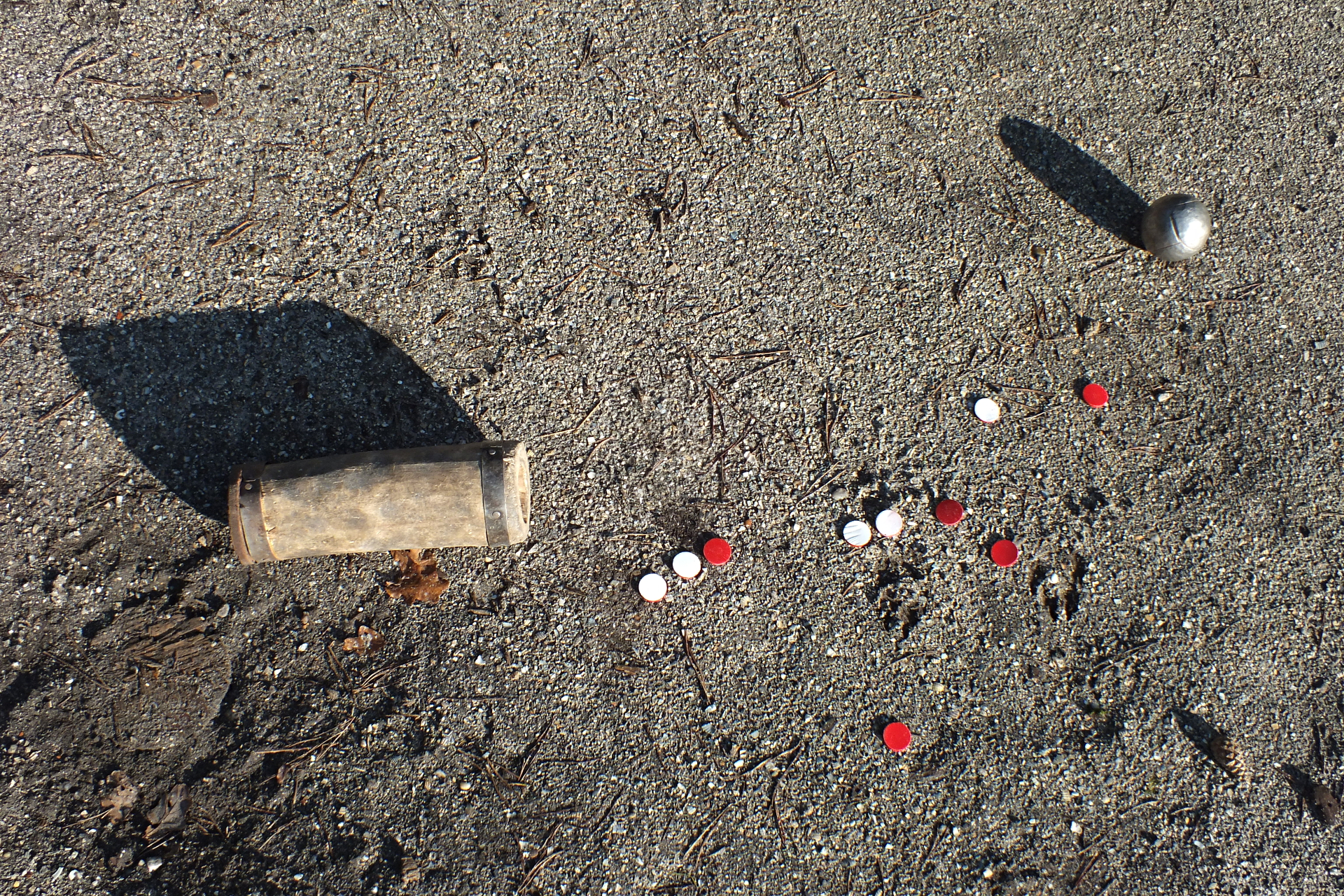
De attributen met van links naar rechts: het blok, de fiches en een ijzeren kogel (Rudy de Groot, 2014)

Afhankelijk van de regio kunnen de regels, de materialen en de gebruikte speltermen net even iets anders zijn. In Drenthe is dat ook zo met de verschillende benamingen voor het spel: konkeln of konkelen, k(a)eibakken, blokschieten/blokscheeiten of blokpikken, bloktikken, baoken, bolderen, klobben, klobbejagen/klobbejaogen of klobbegooien.
De munten (centen of stuivers) worden tegenwoordig vaak vervangen door beter zichtbare gekleurde plastic fiches, met een rode zijde voor 'kop' en een witte zijde voor 'munt'. In wedstrijdverband speelt men om punten.
Buiten de benamingen voor het spel zelf, worden er ook typische woorden gebruikt, zoals:
- Meet (De denkbeeldige beginlijn van waar gegooid moet worden.)
- de Kaai of het Blok (het doel)
- Stien / Steen / koegel / Pikstien[2] (de speelbal.)
- Schotholder of Schothouder (De speler die het blok omgooit en waarbij de munten of fiches met de muntzijde omhoog vallen.)

Men speelt meestal in groepjes van 5 of 6 personen en op een vaste (traditioneel) bepaalde plaats.

## Spelregels
Er zijn een aantal lokale verschillen in de wijze waarop het spel gespeeld wordt. Globaal gelden de navolgende regels:
Net zoals bij het klootschieten wordt er alleen onderhands (en met de handpalm naar boven), gegooid. Er wordt in de regel gegooid met kleine veldkeien en op sommige plaatsen (in Drenthe) ook met klootschietballen. In Drenthe worden tevens nog gewone centen gebruikt. Bij het kaaibakken is dat anders, daar zijn de centen vervangen door 'weichies', ringetjes die aan een kant rood en de andere kant wit zijn.
Als het blok geraakt wordt en omvalt, dan moeten de 'leeuwen' weer op het blok, en de 'koppen' mag de speler houden. Althans, zo wordt het bij kaaibakken gespeeld. Deze speler mag dan nog eens werpen, maar alleen om te proberen de steen van een andere speler te raken of naar een willekeurige 'veilige' plek. Degene die afgegooid wordt, is 'dood' en moet terug naar de beginstreep om te wachten op de volgende spelronde.
Een speler die kans ziet om alle andere spelers af te gooien is de winnaar en er kan een nieuwe speelronde worden begonnen. Ook als een speler het blok omgooide en alle fiches vallen met de muntzijde omhoog is dit een kans om te winnen. Deze speler is op dat moment dan namelijk 'schothouder' en dat betekent dat je je steen (en het blok) moet laten liggen waar ze op dat moment liggen. De andere overgebleven spelers mogen nog eenmaal proberen de steen van de schothouder te raken. Lukt dit niet, dan is het spel gewonnen door de schothouder. Maar lukt het een andere speler wel om de schothouder's stien te raken dan is deze speler de nieuwe schothouder. De laatste muntjes die hij/zij gewonnen had, worden dan afgestaan aan de nieuwe schothouder.
De speelvolgorde blijft in de volgende speelronde gelijk, alleen gaan de 'doden' nu het eerst, in de volgorde waarin zij in het vorige spelronde werden afgegooid. Het aantal speelrondes is afhankelijk van het tijdsttip tot wanneer gespeeld wordt. Alleen bij kaaibakken is dat anders, omdat dit meer in wedstrijd- dan wel toernooiverband wordt gehouden.
De spelregels van het (kaaibakken) werden door Wim Dussel vastgelegd bij het Veenkoloniaal museum te Veendam.